# Mikroregion Santa Teresa

Mikroregion Santa Teresa

Mikroregion Santa Teresa – mikroregion w brazylijskim stanie Espírito Santo należący do mezoregionu Central Espírito-Santense. Ma powierzchnię 3.334,2 km²

## Gminy
- Itaguaçu
- Itarana
- Santa Leopoldina
- Santa Maria de Jetibá
- Santa Teresa
- São Roque do Canaã